# Werner Meurer
Werner Meurer (* 19. April 1911 in Laufersweiler; † 4. Juli 1986 in Köln) war ein deutscher  Holz-, Stein- und Bronzebildhauer.

## Leben
Nach seiner akademischen Ausbildung 1931 an der Werkschule in Dortmund und anschließend an der Akademie in Düsseldorf (dort Meisterschüler von Alexander Zschokke bis zu dessen Emigration im Jahr 1937) entwickelte sich Meurer künstlerisch durch die Übernahme von Auftragsarbeiten weiter. Zu seinen ersten größeren Werken neben Grabmälern auf verschiedenen Friedhöfen des Moselgebiets gehört die Skulptur „Ross und Reiter“ im Kurfürstlichen Schloss zu Koblenz von 1953. Diese Figur auf dem rechten Podest der Haupttreppe in der Eingangshalle schuf Meurer – ähnlich wie Otto Rumpf die Figur „Europa auf dem Stier“ auf dem linken Podest – mit Bezug auf die früher dort befindlichen Löwenplastiken. 1950 war er als einer der ersten dort beheimateten Künstler in die Künstlerkolonie auf dem Asterstein in Koblenz gezogen. Er war insbesondere befreundet mit Ludwig Thormaehlen, Josef Breuer (1912–1956) und Edvard Frank. Im April 1955 nahm Meurer aus familiären Gründen eine Festanstellung als Dombildhauer an der Kölner Dombauhütte an, an der er bis 1976 wirkte. Er entschied sich für diesen Lebensweg, um für seine Familie zu sorgen, nachdem er in Koblenz einige Jahre zuvor seine spätere Ehefrau Elisabeth Rabe von Pappenheim kennengelernt hatte. Am Kölner Dom schuf er beispielsweise am nördlichen Querhaus ein über vierzig Meter langes Fries. Seine bedeutendste Arbeit an dieser Wirkungsstätte ist eine überlebensgroße Skulptur des Erzengels „Raphael“ von 1967. Einige seiner Werke sind in einer Dauerausstellung des Hunsrück-Museums in Simmern zu sehen. Das Koblenzer Mittelrhein-Museum besitzt etliche Werke von Werner Meurer. Eine Bronzeplastik "Bildnis des Alexander Zschokke", seines Lehrers, aus dem Jahr 1974 befindet sich im Historischen Museum Basel.

## Wichtige Werke (Auswahl)
- 1951–1953 Ross und Reiter (Kurfürstliches Schloss Koblenz)
- seit 1955 Fries am nördlichen Querhaus und viele Einzelfiguren (Kölner Dom)
- 1956 und 1961 Figuren Antonius und Madonna in Mönchengladbach
- seit 1957 Werke in der Communität Imshausen bei Bebra
- 1959 Knabe mit Hahn (im Besitz der Kreissparkasse Simmern)
- 1960 Relief und Steinplastik Gymnasium Rheydt
- 1967 Erzengel Raphael (Kölner Dom)
- 1980 eigene Ausstellung, Galerie Glöckner, Köln; Plastiken, Holzschnitte und Zeichnungen.
- 1984–1986 Mitarbeit am Wimperg des Bonifatiusportals (Kölner Dom)
- 1984 eigene Ausstellung in Simmern mit Plastiken, Holzschnitten, Skizzen und Zeichnungen.